# 南锡市立图书馆

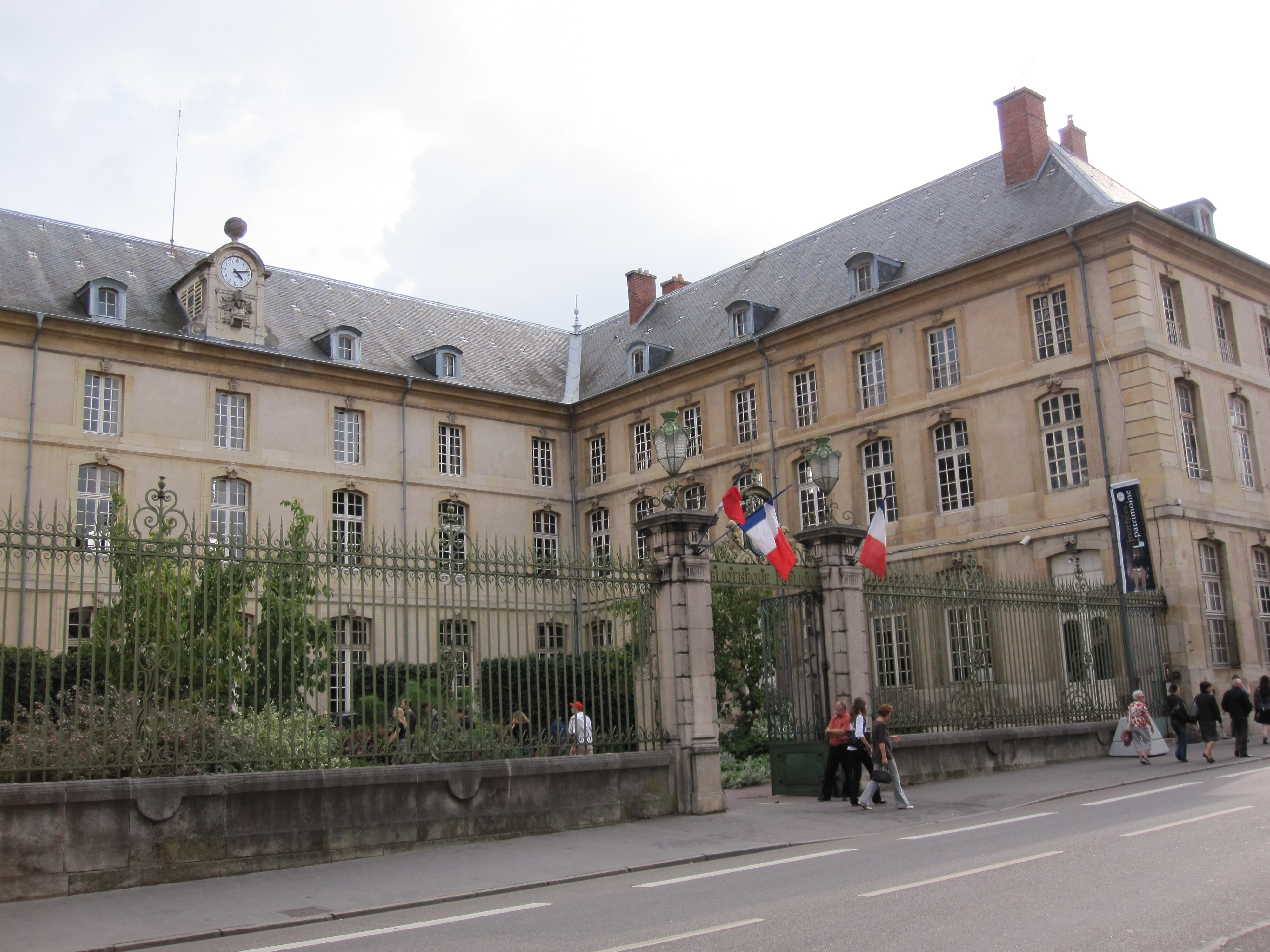

南锡市立图书馆（Bibliothèque municipale de Nancy）是法国南锡的一个公共图书馆，收藏大约40万份文档，书籍，地图，素描和版画。该馆由波兰国王斯坦尼斯瓦夫一世创立于1750年。该馆设于南锡大学一座1769年的建筑中。它位于斯坦尼斯拉斯街43号，靠近斯坦尼斯拉斯广场和南锡城站。